# Carlo Azeglio Ciampi

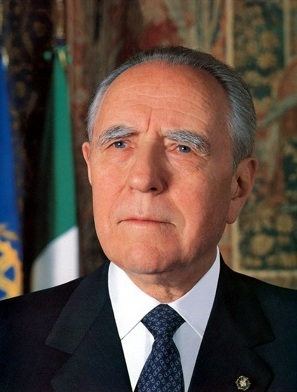
Carlo Azeglio Ciampi (1999)

Carlo Azeglio Ciampi ([ˈkarlo aˈd͡zːeʎːo ˈt͡ʃampi] ; * 9. Dezember 1920 in Livorno, Region Toskana; † 16. September 2016 in Rom) war ein italienischer Politiker und von 1999 bis 2006 Staatspräsident Italiens. Ciampi verzichtete aufgrund seines Alters auf eine erneute Kandidatur, sein Nachfolger wurde Giorgio Napolitano.

## Leben
Ciampi studierte Literatur und Philosophie, danach Rechtswissenschaften, unter anderem auch in Leipzig. In den Jahren 1941 bzw. 1946 schloss er die Studiengänge ab. Während des Zweiten Weltkrieges war er in der italienischen Widerstandsbewegung aktiv. Seit 1963 arbeitete Ciampi bei der italienischen Zentralbank, in der er mehrere wichtige Ämter bekleidete. 1979 wurde er Chef der Zentralbank. Ciampi, der als überzeugter Europäer galt, hatte großen Anteil am Beitritt Italiens zum Europäischen Währungssystem. Weiterhin gelang es ihm, trotz innenpolitischer Krisen, die italienische Lira weitgehend stabil zu halten.
Während der innenpolitischen Krise Italiens Anfang der neunziger Jahre berief Staatspräsident Oscar Luigi Scalfaro Ciampi zum Ministerpräsidenten, dieser trat allerdings ein Jahr später wieder zurück, nachdem Silvio Berlusconi die vorgezogenen Neuwahlen gewonnen hatte. Von 1996 bis 1999 war Ciampi unter den Ministerpräsidenten Romano Prodi und Massimo D’Alema Schatzminister und Minister für Haushalt und Wirtschaftsplanung. Durch seine strikte Politik der Haushaltskonsolidierung gelang Ciampi die Einführung des Euro in Italien („Signor Euro“). Später gab er zu, dass Italien 1998 vor dem Staatsbankrott gestanden hätte, wenn es nicht die Zusage zur Aufnahme in die Eurozone bekommen hätte.
Am 13. Mai 1999 wurde Ciampi als Nachfolger Scalfaros zum zehnten Staatspräsidenten der Italienischen Republik gewählt. Seine Wahl erfolgte im ersten Durchgang mit 707 Stimmen. Er war bei vielen Italienern sehr beliebt, galt als „Presidente con Anima“ und wurde als seriöses Gegenbild zu dem in seiner Amtszeit amtierenden Ministerpräsidenten Silvio Berlusconi wahrgenommen. Mehrmals weigerte sich Ciampi, Gesetze der damaligen Regierungskoalition zu unterzeichnen. Ciampi bemühte sich während seiner Amtszeit um die Wiederbelebung nationaler Rituale und Symbole: So ließ er etwa am Monumento a Vittorio Emanuele II den „Altare della patria“ („Altar des Vaterlandes“) wiedereröffnen.
2005 erhielt er den Karlspreis der Stadt Aachen. Der Italiener wurde „in Würdigung seiner Lebensleistung um den europäischen Integrationsfortschritt und als Mittler zwischen den Welten“ ausgezeichnet. Ciampi nahm den Preis am 5. Mai im Krönungssaal des Aachener Rathauses entgegen. Im Jahr 2006 entschied er sich, trotz vieler Bitten aus allen politischen Blöcken, dem Beispiel seiner Vorgänger zu folgen und nicht für eine zweite Amtszeit als Staatspräsident zu kandidieren. Wie alle ehemaligen Staatspräsidenten (Art. 59 Abs. 1 der italienischen Verfassung) wurde Ciampi nach dem Ende seiner Amtszeit 2006 Senator auf Lebenszeit, zuletzt war er der älteste amtierende Senator.
Im Jahr 2006 war er Schirmherr der Olympischen Winterspiele in Turin.
Carlo Azeglio Ciampi war seit 1946 mit der gleichaltrigen Franca Pilla verheiratet, sie haben einen Sohn und eine Tochter.

## Ehrungen
- 1982: Großkreuz des Verdienstordens der Italienischen Republik
- 1985: Kommandeur der Ehrenlegion
- 1986: Großes Verdienstkreuz des Verdienstordens der Bundesrepublik Deutschland
- 1993: Großer Kordon des Ordens der Aufgehenden Sonne (Japan)
- 1995: Ehrenbürger der Stadt Neapel
- 1999: Großkreuz der Ehrenlegion
- 1999: Collane des Finnischen Ordens der Weißen Rose
- 1999: Collane des Päpstlichen Piusordens[5]
- 2000: Knight Grand Cross des Order of the Bath
- 2000: Orden des Weißen Adlers (Polen)
- 2000: Ouissam Alaouite
- 2000: Großkreuz des Ordens vom Kreuz des Südens (Brasilien)
- 2001: Großkreuz des Sankt-Olav-Ordens (Norwegen)
- 2001: Großkreuz des König-Tomislav-Ordens
- 2001: Großkreuz des Erlöser-Ordens
- 2001: Orden des Befreiers San Martin (Argentinien)
- 2001: Ehrendoktorwürde der Fakultät für Wirtschaftswissenschaften der Universität Leipzig
- 2001: Collane des Ordens des Infanten Dom Henrique (Portugal)
- 2002: Groß-Stern des Ehrenzeichens für Verdienste um die Republik Österreich[6]
- 2002: Sonderstufe des Großkreuzes des Verdienstordens der Bundesrepublik Deutschland
- 2002: Großkreuz des Order of Good Hope (Südafrika)
- 2002: Großkreuz mit Kette des Ordens des Weißen Löwen (Tschechien)
- 2002: Großkreuz mit Collane des Verdienstordens der Republik Ungarn
- 2002: Collane Pro Merito Melitensi des Souveränen Malteserordens
- 2002: Orden des Weißen Doppelkreuzes 1. Klasse (Slowakei)
- 2002: Großkreuz mit Diamanten des Orden El Sol del Perú
- 2002: Ehrenmitglied der Accademia della Crusca[7]
- 2003: Großkreuz mit Collane des Sterns von Rumänien
- 2003: Nassauischer Hausorden vom Goldenen Löwen
- 2004: Collane des Ordens des Marienland-Kreuzes (Estland)
- 2004: Großkreuz mit Collane des Drei-Sterne-Ordens (Lettland)
- 2005: Karlspreis der Stadt Aachen
- 2006: Großkreuz des Ordens des heiligen Karl (Monaco)
- 2008: Ehrendoktorwürde der wirtschaftswissenschaftlichen Fakultät der Universität Augsburg

## Auslandsreisen
Carlo Azeglio Ciampi führte als Staatspräsident folgende offizielle Auslandsreisen durch:
- 1999: Albanien, Deutschland, Marokko, Finnland, Israel und Palästina, Frankreich, Spanien, Kosovo
- 2000: Schweiz, Ägypten, Belgien, Polen, Bosnien und Herzegowina, Belgien, Brasilien, Vereinigtes Königreich, Niederlande, Deutschland, Belgien, Polen, Frankreich, Russland, Schweiz
- 2001: Kosovo, Jordanien, Griechenland, Uruguay und Argentinien, Kroatien, Tunesien, Deutschland, Portugal, Kosovo
- 2002: BR Jugoslawien, Südafrika, Deutschland, Marokko, Slowenien, Bosnien und Herzegowina, Slowakei, Belgien, Ägypten, Albanien
- 2003: Algerien, Niederlande, Schweiz, Österreich, Deutschland, Griechenland, Frankreich, Belgien, Rumänien, Vereinigte Staaten, Schweiz
- 2004: Spanien, Ungarn, Estland und Lettland, Österreich, Griechenland, Norwegen, China
- 2005: Indien, Vereinigtes Königreich, Bulgarien, Deutschland, Malta, Frankreich, Kroatien, Israel, Türkei
- 2006: Deutschland, Spanien, Deutschland

Ciampi besuchte den Papst insgesamt 14 Mal in der Vatikanstadt (davon sechs Privatbesuche), beim Völkerrechtssubjekt Souveräner Malteserorden in Rom gab es jeweils 1999 und 2006 einen Besuch.